# Alexandre Tagliani
Pour les articles homonymes, voir Tagliani.
 (juillet 2023).
Alexandre Tagliani, né le 18 octobre 1973, à Montréal (Québec), est un pilote automobile canadien.
Il a évolué depuis 2000 dans le championnat nord-américain Champ Car, puis dans le championnat canadien NASCAR (2008) et en IndyCar (2008-2011).

## Biographie
Après huit années de karting (de 1987 à 1994), Alex Tagliani commence sa carrière en sport automobile en 1995 dans le championnat nord-américain de Formule Ford 1600, qu'il termine à la quatrième place. À partir de 1996, et jusqu'en 1999, il dispute le championnat de Formule Atlantic, mais malgré plusieurs victoires, il ne parvient pas à décrocher le titre et doit se contenter d'une troisième place en 1997 comme meilleur résultat au classement général.
En 2000, « Tag », comme on le surnomme, accède au Champ Car (alors encore officiellement appelé CART) au sein de l'écurie Player's Forsythe. Dès ses débuts, il s'affirme comme l'un des pilotes les plus prometteurs de la série en faisant preuve d'une incontestable pointe de vitesse, comme l'atteste sa pole position à Rio de Janeiro. Mais une certaine malchance ainsi que des erreurs de sa part l'empêchent de transformer ses performances en de solides résultats. Il termine la saison à la 16e place finale, avec une 4e place à Long Beach en guise de meilleur résultat. Ce schéma se reproduit en 2001 et 2002, où malgré des progrès constants et quelques coups d'éclats, il peine à briller sur l'ensemble de la saison. À la fin de 2001, il percute de plein fouet la voiture d'Alessandro Zanardi, alors en perdition sur la piste du Lausitzring, en Allemagne. Alors que Zanardi devra se faire amputer des deux jambes, Tagliani a dû être hospitalisé durant 48 heures, pour des blessures aux jambes.
En 2003, remplacé chez Forsythe par Paul Tracy, Tagliani trouve refuge dans la nouvelle écurie Rocketsports de Paul Gentilozzi. Dans cette équipe de milieu de plateau, Tagliani reste fidèle à sa réputation (des coups d'éclat mais de nombreuses occasions manquées) jusqu'à ce que la délivrance arrive enfin à l'occasion de l'épreuve de Road America en 2004, où il décroche sa toute première victoire en CART/Champ Car.
Après deux années passées chez Team Australia (émanation du Walker Racing), Tagliani effectue en 2007 son retour chez Rocketsports. Depuis la fusion de l'IRL et du Champ Car, plusieurs équipes ferment les portes ou fusionnent. Il fait des tests très convaincant chez PKV Racing mais il n'est finalement pas choisi comme pilote pour l'équipe. Il se tourne alors vers le Nascar dans la série Canadian Tire, où il évolue dans l'équipe Jacombs Racing dans la voiture no 7. Le 26 juillet 2008, il remporte sa première course en Canadian Tire après avoir dominé l'épreuve d'Edmonton.
En 2009, Alexandre Tagliani est de retour dans la série IndyCar, avec l'équipe Conquest Racing pour laquelle il a pris part aux trois dernières courses de la saison 2008 (Détroit, Chicagoland et la manche hors pointage de Surfers Paradise en Australie). Il commence la saison 2009 en remportant les « 4 Heures Pole-Position », une épreuve d'endurance karting présentée par le magazine québécois Pole-Position et qui se tient à Montréal le 31 janvier 2009.
Après de bonnes performances notamment dans les deux manches canadiennes de l'Indycar avec le team belge Conquest Racing, Alex Tagliani quitte l'équipe avant la fin de saison. Il fait alors partie du grand projet d'équipe canadienne en Indycar monté par un industriel canadien, André Azzi avec Mike Freudenberg. L'équipe s'appelle Fazztraceteam.com.
En 2011, l'écurie FAZZT est racheté par l'ancien pilote d'IndyCar Sam Schmidt et sera rebaptisé Sam Schmidt Motorsports. Lors des 500 miles d'Indianapolis, Tagliani signa la pole position devant les favoris.
Le 20 juin 2015, il établit un record de la Série NASCAR Canadian Tire en remportant l'épreuve de Sunset Speedway avec au moins un tour d'avance sur tous les autres concurrents.
Il est intronisé au Canadian Motorsport Hall of Fame en 2015.

## Carrière
- 1987-1994 : Karting
- 1995 : Formule Ford

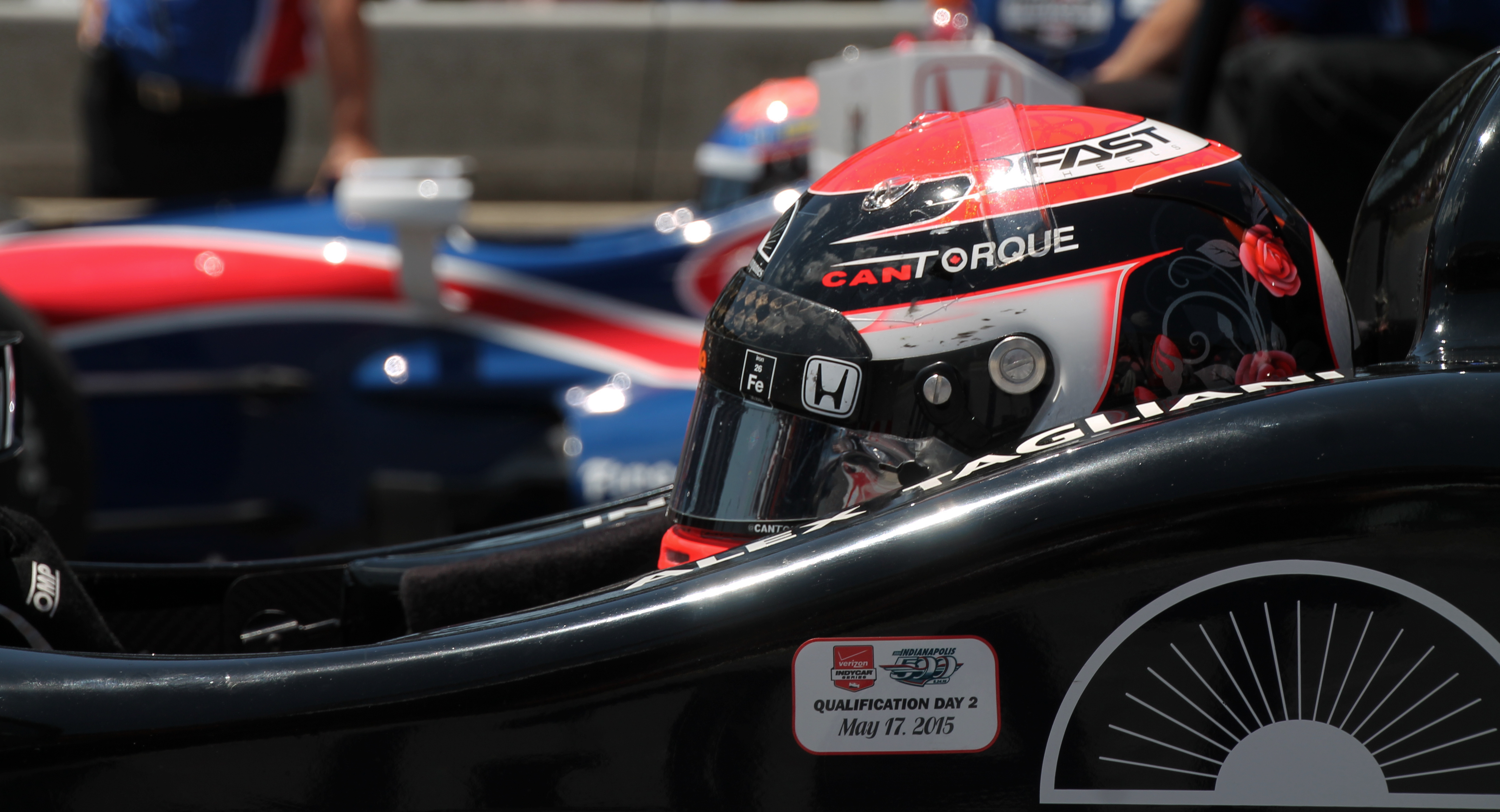
Alex Tagliani, 2015

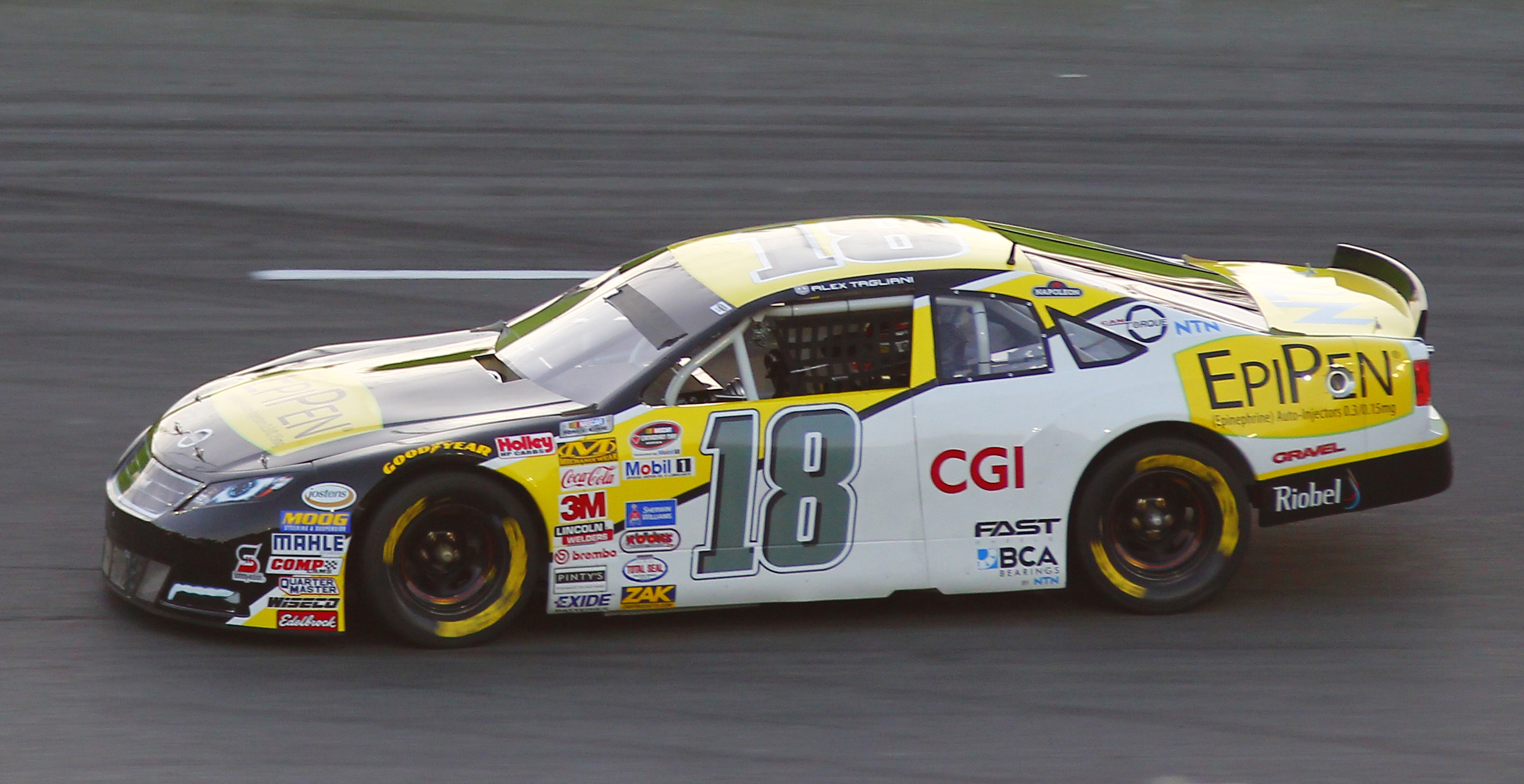
Autodrome Chaudière - Nascar Canadian Tire Series - 13 juin 2015 (Photo Paul-Émile Poulin-Jacques)

- 1996 : Formule Atlantique chez P-1 Racing (7e du championnat)
- 1997 : Formule Atlantique chez Player's (3e du championnat)
- 1998 : Formule Atlantique chez Player's (5e du championnat)
- 1999 : Formule Atlantique chez Player's (4e du championnat)
- 2000 (en) : Championnat CART chez Player's Forsythe (16e du championnat)
- 2001 : Championnat CART chez Player's Forsythe (11e du championnat)
- 2002 : Championnat CART chez Player's Forsythe (8e du championnat)
- 2003 : Championnat CART chez Rocketsports (10e du championnat)
- 2004 : Champ Car chez Rocketsports (7e du championnat, 1 victoire)
- 2005 : Champ Car chez Team Australia (7e du championnat)
- 2006 : Champ Car chez Team Australia (8e du championnat)
- 2007 : Champ Car chez Rocketsports (10e du championnat)
- 2007 (en) : Nascar Canadian Tire Series chez Jacombs Racing
- 2008 (en) : Nascar Canadian Tire Series chez Jacombs Racing
- 2008 : IndyCar chez Walker et Conquest (32e du championnat)
- 2009 : IndyCar chez Conquest (22e du championnat)
- 2010 : IndyCar chez FAZZT (13e du championnat)
- 2011 : IndyCar chez Sam Schmidt Motorsports (15e du championnat, 2 pole positions dont une pour l'Indy 500)
- 2012 : IndyCar chez Bryan Herta Autosport (17e du championnat, 1 pole position)
- 2013 : IndyCar chez Bryan Herta Autosport (en cours)

## Formule Ford
| Année | Départs | Poles | Victoires | Podiums | Top 5 | Top 10 |
| ----- | ------- | ----- | --------- | ------- | ----- | ------ |
| 1995  | 7       | 0     | 0         | 3       | 5     | 6      |

## Formule Atlantique
| Année | Départs | Poles | Victoires | Podiums | Top 5 | Top 10 |
| ----- | ------- | ----- | --------- | ------- | ----- | ------ |
| 1996  | 12      | 0     | 0         | 1       | 2     | 6      |
| 1997  | 11      | 2     | 2         | 5       | 5     | 8      |
| 1998  | 13      | 3     | 2         | 5       | 7     | 9      |
| 1999  | 12      | 3     | 2         | 5       | 7     | 8      |
| TOTAL | 48      | 8     | 6         | 16      | 21    | 31     |

## Séries CART et Champ Car
| Année | Départs | Poles | Victoires | Podiums | Top 5 | Top 10 |
| ----- | ------- | ----- | --------- | ------- | ----- | ------ |
| 2000  | 20      | 1     | 0         | 0       | 2     | 7      |
| 2001  | 20      | 2     | 0         | 3       | 3     | 8      |
| 2002  | 19      | 0     | 0         | 2       | 5     | 13     |
| 2003  | 18      | 1     | 0         | 3       | 5     | 11     |
| 2004  | 14      | 0     | 1         | 2       | 3     | 10     |
| 2005  | 13      | 0     | 0         | 2       | 5     | 10     |
| 2006  | 13      | 0     | 0         | 2       | 5     | 7      |
| 2007  | 14      | 0     | 0         | 0       | 4     | 10     |
| TOTAL | 131     | 4     | 1         | 14      | 32    | 76     |

## Indycar
| Année | Départs | Poles | Victoires | Podiums | Top 5 | Top 10 |
| ----- | ------- | ----- | --------- | ------- | ----- | ------ |
| 2008  | 3       | 0     | 0         | 0       | 1     | 1      |
| 2009  | 6       | 0     | 0         | 0       | 0     | 3      |
| 2010  | 17      | 0     | 0         | 0       | 1     | 5      |
| 2011  | 16      | 2     | 0         | 0       | 3     | 6      |
| 2012  | 14      | 1     | 0         | 0       | 1     | 8      |
| 2013  | 13      | 0     | 0         | 0       | 0     | 2      |
| 2014  | 1       | 0     | 0         | 0       | 0     | 0      |
| 2015  | 1       | 0     | 0         | 0       | 0     | 0      |
| TOTAL | 71      | 3     | 0         | 0       | 6     | 25     |

## Grand-Am Rolex Sports Car Series
| Année | Départs | Poles | Victoires | Podiums | Top 5 | Top 10 |
| ----- | ------- | ----- | --------- | ------- | ----- | ------ |
| 2007  | 5       | 0     | 0         | 0       | 0     | 2      |

## NASCAR Canadian Tire
| Année | Départs | Poles | Victoires | Podiums | Top 5 | Top 10 |
| ----- | ------- | ----- | --------- | ------- | ----- | ------ |
| 2007  | 2       | 0     | 0         | 0       | 0     | 0      |
| 2008  | 9       | 0     | 1         | 1       | 2     | 3      |
| 2009  | 2       | 2     | 0         | 0       | 0     | 0      |
| 2011  | 2       | 1     | 0         | 0       | 1     | 2      |
| 2013  | 1       | 1     | 0         | 0       | 1     | 1      |
| 2014  | 9       | 1     | 0         | 0       | 2     | 3      |
| 2015  | 9       | 1     | 1         | 3       | 4     | 9      |
| TOTAL | 34      | 6     | 2         | 4       | 10    | 18     |

## NASCAR Nationwide
| Année | Départs | Poles | Victoires | Podiums | Top 5 | Top 10 |
| ----- | ------- | ----- | --------- | ------- | ----- | ------ |
| 2009  | 2       | 0     | 0         | 0       | 0     | 0      |
| 2011  | 1       | 0     | 0         | 1       | 1     | 1      |
| 2012  | 1       | 1     | 0         | 0       | 0     | 0      |
| 2014  | 2       | 1     | 0         | 1       | 2     | 2      |
| TOTAL | 6       | 2     | 0         | 2       | 3     | 3      |

## NASCAR Camping World Truck Series
| Année | Départs | Poles | Victoires | Podiums | Top 5 | Top 10 |
| ----- | ------- | ----- | --------- | ------- | ----- | ------ |
| 2014  | 1       | 1     | 0         | 0       | 0     | 0      |
| TOTAL | 1       | 1     | 0         | 0       | 0     | 0      |

## Résultats aux500 milesd'Indianapolis
| Année | Châssis | Moteur | Départ | Arrivée | Équipe                      |
| ----- | ------- | ------ | ------ | ------- | --------------------------- |
| 2009  | Dallara | Honda  | 33     | 11      | Conquest Racing             |
| 2010  | Dallara | Honda  | 5      | 10      | FAZZT Race Team (en)        |
| 2011  | Dallara | Honda  | 1      | 28      | Sam Schmidt Motorsports     |
| 2012  | Dallara | Honda  | 11     | 12      | Bryan Herta Autosport       |
| 2013  | Dallara | Honda  | 11     | 24      | Bryan Herta Autosport       |
| 2014  | Dallara | Honda  | 24     | 13      | Sarah Fisher Hartman Racing |
| 2015  | Dallara | Honda  | 20     | 17      | A.J. Foyt Enterprises       |

Note : Initialement non qualifié pour l'édition 2009 des 500 miles d'Indianapolis, Alex Tagliani prend la place de son coéquipier Bruno Junqueira, qualifié à la 30e place. Comme le prévoit le règlement, il s'élance de la dernière position sur la grille.